# Methil
Ne doit pas être confondu avec Méthyle.
Methil est une ville du Royaume-Uni située sur la côte orientale de l'Écosse. Elle faisait partie de l'ancien bourg de Buckhaven et Methil. Elle se trouve dans le council area du Fife et dans une zone urbaine continue connue sous le nom de Levenmouth.

## Sport
Le club d'East Fife et son stade, le Bayview Stadium qui a succédé au Bayview Park, y sont basés.

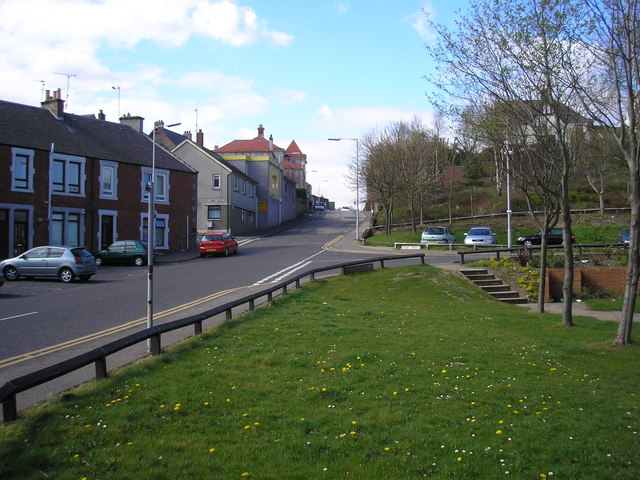
Vue de Fisher Street.

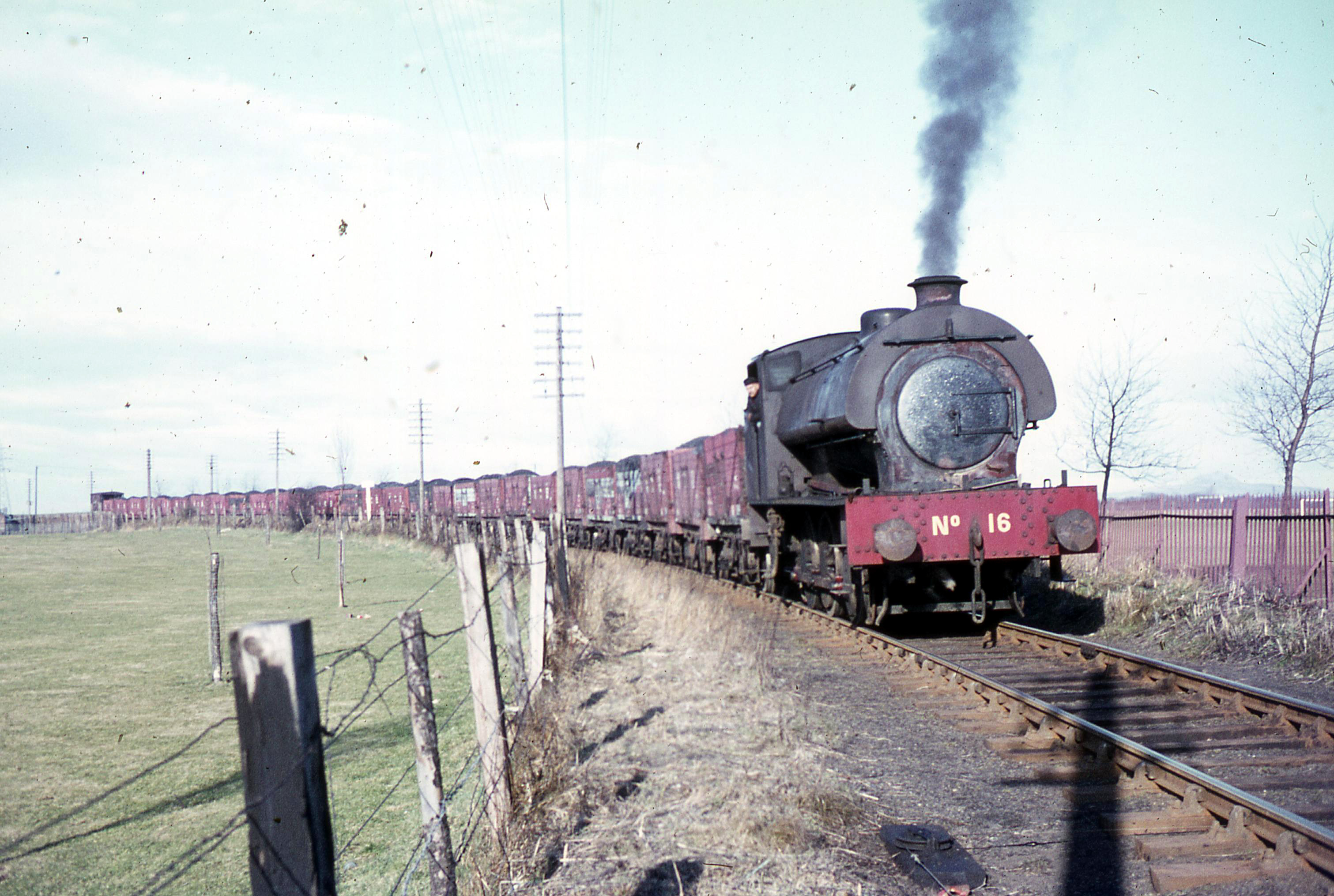
Le Wemyss Private Railway en 1970.

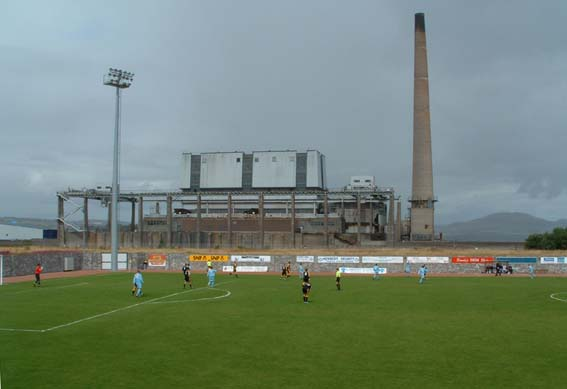
La centrale électrique de Methil vue depuis le Bayview Stadium.